# Mycomya pontis
Mycomya pontis är en tvåvingeart som beskrevs av Coher 1959. Mycomya pontis ingår i släktet Mycomya och familjen svampmyggor. Inga underarter finns listade i Catalogue of Life.